# Bartolomeo Bizio
Bartolomeo Bizio (ur. 30 października 1791 r. w Costozza di Longare, zm. 27 września 1862 r. w Wenecji) – włoski farmaceuta i mikrobiolog.

## Życiorys
Urodzony 30 października 1791 r. w Costozza di Longare. Pochodził z ubogiej rodziny, jego ojciec Giovanni był krawcem. Imię otrzymał po starszym bracie, zmarłym dwa lata wcześniej wkrótce po narodzeniu. Po skończeniu szkoły podstawowej nie mógł kontynuować edukacji z powodu złej sytuacji finansowej rodziny i był zmuszony pomagać ojcu w warsztacie. W wolnych chwilach dużo czytał, szczególnie interesując się naukami przyrodniczymi.
W początkach XIX w. jego rodzina przeniosła się do nieodległego Gazzo. W 1806 r. uzyskał zgodę ojca, by porzucić pracę w warsztacie i zatrudnić się jako pomocnik aptekarza. W 1809 r. zaczął pracę w aptece w Padwie, nadal dokształcał się, dzięki czemu w 1814 r. wstąpił na tamtejszą uczelnię i z powodzeniem ukończył studia w 1820 roku. Był uczniem Cicuto, który w 1817 r. mianował go asystentem. Od tego czasu Bizio zaczął prowadzić własne badania naukowe, początkowo pod nadzorem przełożonego, a potem samodzielnie.
W sierpniu 1819 r. dotarły do niego wieści o Legnaro koło Padwy, gdzie pojawiły się krwawe ślady na chlebie, co szybko uznano za cud, a według innych obserwatorów za dowód działania mocy diabelskich. Do zbadania sprawy oddelegowany został duchowny, padewski uniwersytet również skierował swojego przedstawiciela do zbadania sprawy – obaj uznali zdarzenie za skutek działania pleśni. Własne badania przeprowadził także Bizio, który uznał, że ich przyczyną jest bakteria, którą nazwał Serratia marcescens na cześć Serafino Serratiego.
Bizio nie tylko odkrył ten gatunek, ale także długo go hodował na pożywce, wykazując, w jaki sposób rozwijają się kolonie oraz udowadniając, że ich wzrost może być długotrwały, a mikroorganizmy są odporne na wysychanie. Bizio wykazał, że czerwone zabarwienie powodowane przez Serratię jest spowodowane pigmentem nierozpuszczalnym w wodzie oraz odkrył bakteriostatyczne działanie niektórych pleśni na Serratię.
W 1833 r. Bizio ukończył studia w zakresie filozofii i zaczął uczyć chemii w Wenecji.
Zmarł 27 września 1862 r. w Wenecji.